# Castanéiculture
La castanéiculture est la dénomination administrative française désignant l'activité agricole consistant à cultiver le châtaignier dans un but de production commercialisée de châtaignes. 

## Histoire

### France
La châtaigne a longtemps servi de nourriture de base dans plusieurs régions du Massif central, du massif des Maures, de la Corse et dans le massif armoricain.

#### USA
Joseph Russell Smith s'est inspiré, entre autres, des châtaigneraies hexagonales, pour élaborer sa théorie développée dans son livre Tree crop .